# 青天の三日月
「青天の三日月」（せいてんのみかづき）は、日本のバンド陰陽座の16枚目のシングルである。2014年3月19日発売。発売元はキングレコード。

## 概要
- シングルとしては実に3年ぶりの発売となる。
- 表題曲は「ぱちんこCR乱戦BurST!」の主題歌として書き下ろされたナンバー。「蒼き独眼」、「紺碧の双刃」に続く、独眼竜シリーズの完結編という設定。
- 作詞・作曲は全て瞬火が担当。

## 収録曲
1. 青天の三日月
2. ゆきゆきて青し
3. 青天の三日月(器楽奏)
4. ゆきゆきて青し(器楽奏)

## タイアップ
- 青天の三日月：サミーパチンコ「ぱちんこCR乱戦BurST!」主題歌